# جریان پوازی
جریان تراکم ناپذیر آرام در لوله را بنام محقق فرانسوی، پوازی (به فرانسوی: poiseuille)، که به عنوان یک پزشک فیزیولوزیست  برای اولین بار در سال ۱۸۴۰ این جریان‌ها را مورد بررسی قرار داد، جریان پوازی می‌نامند.

## منبع
- ایروینگ اچ.شیمز، مکانیک سیالات، ترجمهٔ علیرضا انتظاری